# Isostasie

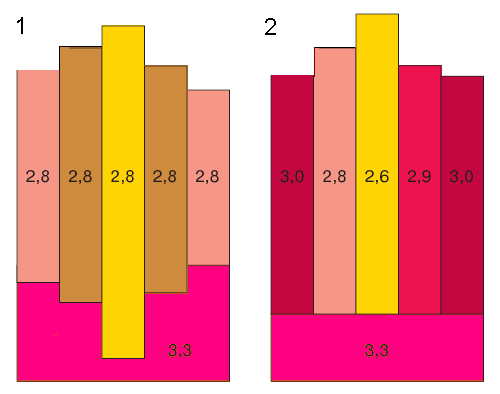
Isostasie-Theorien:
1 = Airy, 2 = Pratt
(Blöcke der Erdkruste bzw. der Lithosphäre als Säulen mit ihrer Dichte in g/cm³, darunter die Asthenosphäre bzw. der Erdmantel)

Die Isostasie (‚Gleichstand‘, von griech. ἴσος (ísos) ‚gleich‘, und στάσις (stásis) ‚Stand‘) ist der geologische Gleichgewichtszustand zwischen den Massen der Erdkruste (bzw. Lithosphäre) und dem darunter befindlichen Erdmantel.

## Geschichte
Im 18. Jahrhundert stellte der französische Geodät Pierre Bouguer bei Messungen in der Nähe der Anden fest, dass die zu erwartenden lokalen Abweichungen der Schwere durch die Masse der Anden geringer ausfielen als vorausgesagt. Er folgerte daraus, dass sich unterhalb der Anden ein Massendefizit befinden musste.

## Erklärungsansätze
Um die Erkenntnisse Bouguers zu erklären, entwickelten George Airy und John Henry Pratt unabhängig voneinander Mitte des 19. Jahrhunderts zwei verschiedene Modelle. Diese Erklärungsansätze können den Effekt aber beide nicht gänzlich erklären, heutzutage greift man auf komplexere Modelle wie auf das von Felix Andries Vening-Meinesz zurück.

### Airy-Modell
Airys Modell beruht darauf, dass die spröde Lithosphäre gemäß dem archimedischen Prinzip auf der vergleichsweise duktilen Asthenosphäre des oberen Erdmantels liegt. Dies ähnelt einem Eisberg, der im Wasser schwimmt.
Erhöht sich die vertikale Masse der Lithosphäre, zum Beispiel durch Vergletscherung oder Gebirgsbildung, so steigt deren Druck auf die Asthenosphäre an, wodurch diese nachgibt und die Lithosphärenplatte tiefer einsinkt. Da die Lithosphäre aber eine kleinere Dichte hat als die Asthenosphäre, sinkt auch die Dichte unterhalb des Gebirges relativ zur Dichte unterhalb des Flachlands.
Diesem Modell nach haben hohe Gebirge also eine vergleichsweise tiefe Wurzel.

### Pratt-Modell
Im Gegensatz zu Airy ging Pratt nicht davon aus, dass die Massen unterschiedlich tief in die Asthenosphäre eintauchen, sondern dass die Eintauchtiefe für alle Massen (Flachland wie Gebirge) gleich sind. Für Gebirge aber sinkt die Dichte der Gesamtmasse. Dies lässt sich mit einem Kuchen vergleichen, der aufgeht, dadurch an Volumen zunimmt, aber an Dichte verliert.

### Vening-Meinesz-Modell
Das Vening-Meinesz-Modell geht davon aus, dass die Massen der Gebirge die flexible Lithosphäre durchbiegen und so die Auflast auf die Umgebung verteilen, ohne aber in die Asthenosphäre einzudringen.

## Isostatischer Ausgleich am Beispiel des Fennoskandischen Schildes
siehe Hauptartikel: Postglaziale Landhebung
Zu beobachten ist der Effekt des isostatischen Ausgleichs, also der Bestrebung, einen Zustand der Isostasie zu erreichen, auch heute noch zum Beispiel in Skandinavien in Form eines Hebungsprozesses. Skandinavien war in der letzten Kaltzeit noch bis vor 10.000 Jahren von einem Eispanzer bedeckt. Durch dessen Masse wurde Skandinavien herabgedrückt. Seitdem das Eis zurückgegangen ist, fehlt dieser Druck, und Skandinavien steigt langsam wieder auf. Die Hebung beträgt mittlerweile 300 m und findet noch immer mit einer Geschwindigkeit von 9 mm pro Jahr in ihrem Zentrum statt (nördlicher Bottnischer Meerbusen).

## Bestimmung der Moho-Diskontinuität
Befindet sich die Erdkruste in Isostasie, so kann aus der Geomorphologie direkt auf die Mächtigkeit der
Kruste bzw. auf die Tiefe der Mohorovičić-Diskontinuität (Moho) geschlossen werden: je höher sich ein Gebirge erhebt, desto mächtiger ist die Erdkruste unter dem Gebirge, und desto tiefer liegt die Moho.